# ایست ونچرز
ایست ونچرز (انگلیسی: East Ventures) شرکت سرمایه‌گذاری سنگاپوری است، که در سال ۲۰۰۹ تأسیس شد.